# Garwin, Iowa
Garwin là một thành phố thuộc quận Tama, tiểu bang Iowa, Hoa Kỳ. Năm 2010, dân số của thành phố này là 527 người.

## Dân số
Dân số qua các năm:
- Năm 2000: 565 người.
- Năm 2010: 527 người.